# 张明善
张明善，明朝初期政治人物、明朝吏部尚書。
原任大都督府都事。洪武元年十一月，改任吏部尚書。洪武三年去任。

散曲《水仙子·讥时》：

铺眉苫眼早三公，裸袖揎拳享万钟。胡言乱语成时用，大纲来都是哄。
说英雄谁是英雄？五眼鸡岐山鸣凤。两头蛇南阳卧龙，三脚猫渭水飞熊。